# Hilyotrogus yasuii
Hilyotrogus yasuii är en skalbaggsart som beskrevs av Shuhei Nomura 1970. Hilyotrogus yasuii ingår i släktet Hilyotrogus och familjen Melolonthidae. Inga underarter finns listade i Catalogue of Life.